# Salvatore Lanzetti
Salvatore Lanzetti (* um 1710 in Neapel; † um 1780 in Turin) war ein italienischer Cellist und Komponist des Spätbarock und der Vorklassik.

## Leben
Salvatore Lanzetti war Schüler am „Conservatorio Santa Maria di Loreto“ in Neapel. Eine erste Anstellung hatte er in Lucca, wo er mit Francesco Maria Veracini wirkte und danach von 1727 bis 1728 am Hof von Turin, dort wirkte er wiederum von 1760 bis zu seinem Tod. Von 1739 bis 1754 war Lanzetti in London tätig. Er gab Konzerte in Sizilien, Paris (Concert spirituel Mai 1736) und in Deutschland. Er gehörte zur ersten Generation der großen Cellovirtuosen seiner Zeit. Der Schwierigkeitsgrad seiner Werke in der Mitte des 18. Jahrhunderts, mit Mehrgrifftechnik, großem Tonumfang, komplizierten Bogenführungen, Daumengriffen, großen Sprüngen und andere Techniken, lassen diesen Schluss zu.

## Werk
- 12 Sonate a Violoncello solo e Basso continuo Op. 1 (1750, Paris)
- 6 Solos for two Violoncellos or a German Flute and a Bass Op. 2 (1754, London)
- 6 Sonate a Violoncello e Basso Op. 5 (nicht datiert, Paris)
- Methode „Principes de l’application du Violoncelle par tous les Tons“ (1779, Amsterdam)
- weitere Sonate im Manuskript[1]